# Neocerambyx opulentus
Neocerambyx opulentus là một loài bọ cánh cứng trong họ Cerambycidae.